# ほんの木
株式会社ほんの木（ほんのき）は、東京都千代田区内神田1-12-13第一内神田ビルに本社を置く、日本の出版社。

## 概要
NGO、環境、エコロジー、市民運動、人権、平和、第三世界、ボランティア、福祉、障害者、女性、政治、シュタイナー教育などの出版物を手がける。
既刊シリーズに、子どもたちの幸せな未来シリーズ（幼児教育シリーズ）、子どもたちに幸せな未来を（小学生版シリーズ）、シュタイナー教育に学ぶ通信講座、自然治癒力を高める連続講座などがある。
通信販売「自然なくらし」も運営。